# Mucor indicus
Mucor indicus é um fungo amplamente utilizado para fermentação de alimentos, mas raramente podem causar mucormicose/zigomicose em pacientes imunocomprometidos, especialmente receptores de transplante de órgãos, leucêmicos ou diabéticos. São saprófitos ubíquos comumente encontrados no ambiente em frutas, legumes, plantas, pão e no solo e como componentes comuns da decomposição de matéria orgânica.

## Colônias
As colônias são caracteristicamente amarelo-escuras e crescem a uma temperatura máxima de 42°C. Esporangióforos são hialinos ou amarelados, retos ou raramente em ziguezague, muito ramificados com ramos longos. Esporângios são amarelos ou marrons, até 75um de diâmetro, com membranas disfluentes. Columelas são arredondados, muitas vezes com bases truncadas de até 40um de altura. Esporangiósporos tem parede lisa, elipsoidal, de 4-5 m de diâmetro. Clamidporos são produzidos em abundância, especialmente à luz. Se diferenciam de outros Mucor por serem mais amarelo escuro, assimilarem etanol, mas não nitratos e por serem dependente de tiamina.

## Patologia
Podem causar mucormicose rinocerebral, pulmonar, gastrodigestiva, cutânea ou disseminada. Pode necrosar tecidos ser rapidamente fatal. Pode ser tratada com anfotericina B lipossômica e descontinuando imunossupressores e quimioterapia até recuperar-se.